# عصفور الصخر

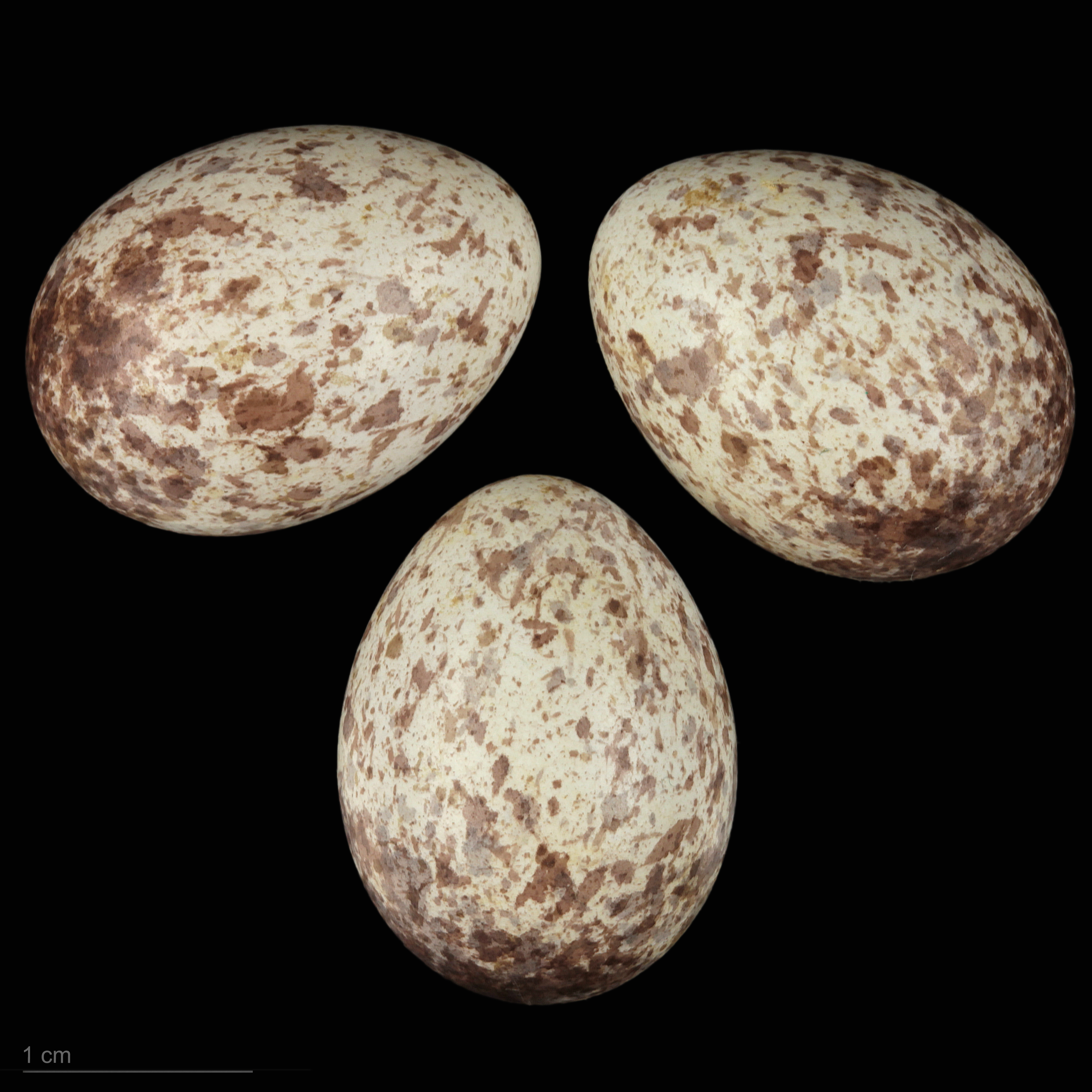
Petronia petronia barbara

عصفور الصخور أو عصفور الغاب، يسمى خطأً دوري الغَاب (الاسم العلمي: Petronia petronia)، هو نوع من فصيلة عصافير العالم القديم. يألف الغابات والأحراج ومجاري الماء والحقول الزراعية، يُدَثّن عشه في صدوع الصخر.